# Zielonaja Stiep´
Zielonaja Stiep, Zielonaja Stiep´ (ros. Зелёная Степь) – chutor w zachodniej Rosji, w sielsowiecie kitajewskim rejonu miedwieńskiego w obwodzie kurskim.

## Geografia
Miejscowość położona jest nad ruczajem Galiczij (lewy dopływ rzeki Połnaja w dorzeczu Sejmu), 2 km od centrum administracyjnego sielsowietu (2-ja Kitajewka), 14,5 km na północny wschód od centrum administracyjnego rejonu (Miedwienka), 25 km na południowy wschód od Kurska, 13,5 km od drogi magistralnej (federalnego znaczenia) M2 «Krym».
W chutorze znajduje się 27 posesji.
Klimat
Miejscowość, jak i cały rejon, znajduje się w strefie klimatu kontynentalnego z łagodnym ciepłym latem i równomiernie rozłożonymi opadami rocznymi (Dfb w klasyfikacji klimatów Köppena).

## Demografia
W 2010 r. chutor zamieszkiwało 19 osób.